# Choerades caucasicus
Choerades caucasicus là một loài ruồi trong họ Asilidae. Choerades caucasicus được Richter & Mamaev miêu tả năm 1971. Loài này phân bố ở vùng Cổ Bắc giới.